# Raquel Peña Rodríguez
Raquel Peña Rodríguez (Las Palmas de Gran Canaria, Canarias, España, 20 de diciembre de 1988), conocida como Pisco, es una futbolista española. Juega de defensa y su equipo actual es el Granadilla Tenerife de la Primera División de España.
En septiembre de 2009 debutó por la selección de España contra Malta, siendo la segunda futbolista de las canarias en hacerlo.

## Clubes
| Club                               | País   | Año           |
| ---------------------------------- | ------ | ------------- |
| Femarguín                          | España | 2007-2009     |
| Tacuense                           | España | 2009-2010     |
| Unión Deportiva Las Palmas Llamoro | España | 2010          |
| Atlético Madrid                    | España | 2010-2014     |
| Granadilla Tenerife                | España | 2014-presente |